# 4. Armee
4. Armee var en tysk armé under andra världskriget.

## Invasionen av Polen

### Organisation
Tillhörde Armégrupp Nord
- XIX. Armeekorps (Heinz Guderian)
- II. Armeekorps (Erich Straub)
- III. Armeekorps (Curt Haase)
  - 218. Infanterie-Division (Waldemar Freiherr Grote)
  - 206. Infanterie-Division (Hugo Höfl)

## Fall Gelb
4:e armén utgjorde den norra delen av armégrupp A's huvudstöt genom Ardennerna.

### Organisation
- II. Armeekorps
- XV. Armeekorps (Hermann Hoth)
- VIII. Armeekorps
- V. Armeekorps

## Operation Bagration
Huvudartikel Operation Bagration

### Organisation
Tillhörde Armégrupp Mitte 
- 12. Armékåren
- 27. Armékåren
- 39. Pansarkåren
- Arméreserv
  - 286. Sicherungs-Division

## Befälhavare
- Generalfeldmarschall Günther von Kluge: 26 augusti 1939 – 19 december 1941
- General der Gebirgstruppen Ludwig Kübler: 19 december 1941 – 20 januari 1942
- Generaloberst Gotthard Heinrici: 20 januari 1942 – 6 juni 1942
- General der Infanterie Hans von Salmuth: 6 juni 1942 – 15 juli 1942
- Generaloberst Gotthard Heinrici: 15 juli 1942 – 1 juni 1943
- Generaloberst Hans von Salmuth: 1 juni 1943 – 31 juli 1943
- Generaloberst Gotthard Heinrici: 31 juli 1943 – 4 juni 1944
- General der Infanterie Kurt von Tippelskirch: 4 juni 1944 – 30 juni 1944
- Generalleutnant Vincenz Müller: 30 juni 1944 – 7 juli 1944
- General der Infanterie Kurt von Tippelskirch: 7 juli 1944 – 18 juli 1944
- General der Infanterie Friedrich Hossbach: 18 juli 1944 – 29 januari 1945
- General der Infanterie Friedrich-Wilhelm Müller: 29 januari 1945 – 16 april 1945
- General der Infanterie Kurt von Tippelskirch: 16 april 1945 – 27 april 1945